# Tecomulapa
Tecomulapa är en ort i Mexiko.   Den ligger i kommunen Ayutla de los Libres och delstaten Guerrero, i den södra delen av landet, 280 km söder om huvudstaden Mexico City. Tecomulapa ligger 143 meter över havet och antalet invånare är 205.
Terrängen runt Tecomulapa är platt åt sydväst, men åt nordost är den kuperad. Runt Tecomulapa är det ganska glesbefolkat, med 42 invånare per kvadratkilometer. Närmaste större samhälle är Ayutla de los Libres, 12,8 km nordost om Tecomulapa. Omgivningarna runt Tecomulapa är en mosaik av jordbruksmark och naturlig växtlighet.